# Premier concile de Dvin
Pour les articles homonymes, voir Dvin (homonymie).
Le premier concile de Dvin est un concile de l'Église apostolique arménienne qui s'est tenu en 506 dans la ville arménienne de Dvin, lieu de résidence du catholicos d'Arménie.

## Contexte
Depuis l'admission du dogme de la divinité du Christ, au cours du concile de Nicée en 325, s'est posée la question de déterminer les rapports métaphysiques entre la divinité du Christ et son humanité. Nestorius proposait une dualité de personnes dans le Christ : une personne physique et une personne divine, tandis qu'Eutychès ne reconnaissait dans la personne du Christ que la nature divine. En 431, le concile d'Éphèse condamne Nestorius. En 449, le deuxième concile d’Éphèse (le brigandage d'Éphèse) promeut les thèses d'Euthychès. En 451, le concile de Chalcédoine adopte une position intermédiaire en posant les deux natures du Christ, humaine et divine, en une seule personne et condamne le monophysisme d'Euthychès.
Le nestorianisme se développe au sein de l'Église syriaque, qui devient la seconde religion officielle de l'Empire perse, car les rois sassanides considéraient comme un avantage politique à voir le nestorianisme creuser un fossé entre les chrétiens de Perse et les orthodoxes de Constantinople. De ce fait, le nestorianisme inspire la défiance du clergé arménien.
En 482, l'empereur Zénon publie l’Henotikon, ou « Formule d'Union », dans lequel il s'efforce de mettre fin à la controverse entre monophysites et chalcédoniens, tout en condamnant le nestorianisme. En retour, il est accusé de favoriser les monophysites. En Arménie, le patriarche Babgen d'Otmous décide de convoquer en 506 un concile pour délibérer de l'Henotikon et de la progression du nestorianisme dans l'Église syriaque.

## Le concile
Les évêques d'Arménie, d'Ibérie et d'Albanie du Caucase se réunissent à Dvin et approuvent intégralement l'Henotikon. En voulant réagir contre le nestorianisme, ils passent sous silence le concile de Chalcédoine et l’affirmation des deux natures dans le Christ.

## Conséquence
Bien que l'Église d'Arménie suivait les mêmes conclusions que l'Église romano-byzantine, l'énoncé de ses canons portait en germe les causes de la rupture entre les deux Églises, différence motivée par le désir de se démarquer de l'Église syriaque de Perse et d'éviter l’absorption par les Perses. Le concile n'est directement documenté que par une lettre de Babgen conservée dans le Livre des lettres de l'Église arménienne. Bien que cette lettre ne mentionne pas une seule fois le nom « Chalcédoine », certains historiens, principalement arméniens, se fondant sur l'Histoire d'Arménie du Catholicos Hovhannès Draskhanakerttsi (Xe siècle), considèrent que ce concile marque la rupture de l'Église arménienne avec le chalcédonisme, alors que d'autres historiens, principalement occidentaux, la datent du Second concile de Dvin en 555 ; l'historienne Nina Garsoïan la fait quant à elle remonter de facto à 518, lorsque l'empereur Justin Ier abandonne la ligne de Zénon, qu'Anastase Ier a poursuivie.